# Tamsui (fleuve)

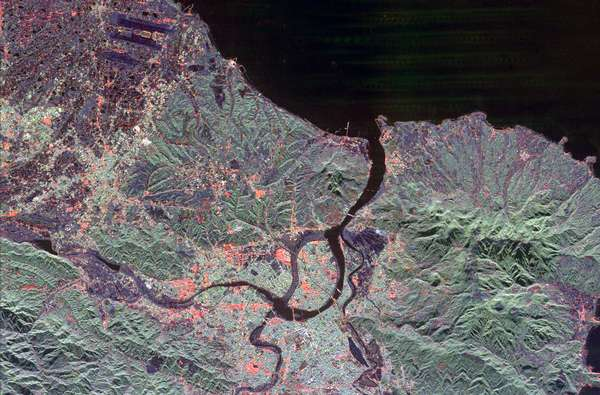
Image satellite de l'embouchure du fleuve Tamsui dans le détroit de Taïwan.

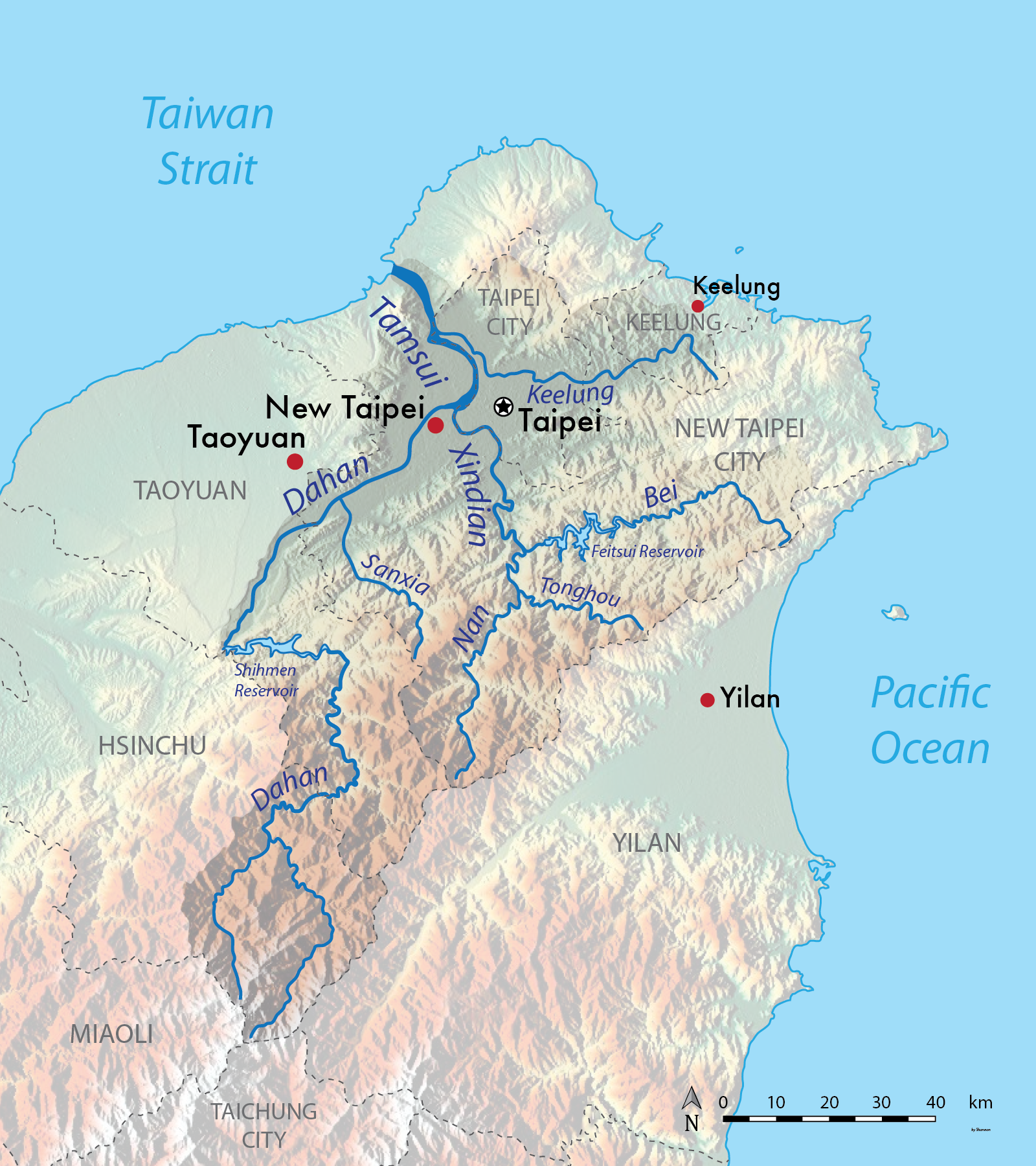
Carte du bassin de drainage de la Tamsui.

La Tamsui (anciennement orthographié Danshui ; en chinois : 淡水河 ; pinyin : Dànshǔi Hé ; Wade : Tan4-shui3 Ho2 ; pe̍h-ōe-jī : Tām-chúi-hô ; litt. « fleuve d'eau douce ») est un fleuve du nord de Taïwan. Il débute à la confluence des rivières Xindian (en) et Dahan (en) à la limite ouest de Taipei et du Nouveau Taipei, juste au nord du district de Banqiao. Il coule ensuite en direction du nord et du nord-ouest, traversant le district éponyme de Tamsui, avant de se jeter dans le détroit de Taïwan. Anciennement appelée Dolatok, c'est une des seules rivières de l'île dont le cours suit l'axe nord-sud.
Les trois principaux affluents de la Tamsui sont la Xindian, la Dahan et la Keelung. Le principal affluent, la Dahan, prend sa source dans le mont Pintian (en) dans le comté de Hsinchu, puis elle rejoint le comté de Taoyuan et enfin le Nouveau Taipei. Le réseau de drainage de la Tamsui, qui comprend la Dahan, est long de 159 km et s'étend sur 2 726 km2.

## Pollution
Le fleuve Tamsui est fortement pollué par les eaux usées et par les rejets de l'industrie clandestine. La dépollution et la restauration du fleuve naturel sont prévues par le gouvernement de Taipei (en), l'État central taïwanais ainsi que diverses organisations citoyennes,.

## Ponts
- Kuan Du Bridge
- Pont du Nouveau Taipei
- pont de Taipei (en)
- pont de Danjiang (en)[5]